# Liste der Kulturgüter in Grub
Die Liste der Kulturgüter in Grub enthält alle Objekte in der Gemeinde Grub im Kanton Appenzell Ausserrhoden, die gemäss der Haager Konvention zum Schutz von Kulturgut bei bewaffneten Konflikten, dem Bundesgesetz vom 20. Juni 2014 über den Schutz der Kulturgüter bei bewaffneten Konflikten sowie der Verordnung vom 29. Oktober 2014 über den Schutz der Kulturgüter bei bewaffneten Konflikten unter Schutz stehen.
Objekte der Kategorie A sind im Gemeindegebiet nicht ausgewiesen, Objekte der Kategorie B sind vollständig in der Liste enthalten, Objekte der Kategorie C fehlen zurzeit (Stand: 1. Januar 2023). Unter übrige Baudenkmäler sind zusätzliche Objekte zu finden, die gemäss Angaben des kantonalen Denkmalschutzes als kommunale Kulturobjekte eingestuft wurden und nicht bereits in der Liste der Kulturgüter enthalten sind.

## Kulturgüter
| Foto |                                                                   | Objekt                                 | Kat. | Typ | Standort                                  | Beschreibung |
| ---- | ----------------------------------------------------------------- | -------------------------------------- | ---- | --- | ----------------------------------------- | --- |
| ja   | Datei hochladen · Wikidata zu Bauernhaus (Q29650465)              | Bauernhaus KGS-Nr.: 00416              | B    | G   | Halten 118 755195 / 256674                | Teil des langgezogenen Strassenweilers "Halten" mit sonnengebräunten Bauernhäusern des 17. und 18.Jahrhunderts. Erste Erwähnung dieses Weilers im 14. Jahrhundert |
| ja   | Datei hochladen · Wikidata zu Bauernhaus (Q29650467)              | Bauernhaus KGS-Nr.: 00417              | B    | G   | Unterlenden 99 755528 / 256816            | Gebäudeteil ganz links im Bild, unmittelbar angrenzend an Unterlenden 516, 517, 518 |
| ja   | Datei hochladen · Wikidata zu Bauernhaus (Q29650457)              | Bauernhaus KGS-Nr.: 00418              | B    | G   | Hartmannsrüti 226 756204 / 256796         | |
| ja   | Datei hochladen · Wikidata zu Reformierte Kirche (Q2136903)       | Reformierte Kirche KGS-Nr.: 00420      | B    | G   | Dorf 70 756163 / 257355                   | Reformierte Kirche. Neu erbaut im Jahr 1752 von Jakob Grubenmann. Turmheim nach Blitzschlag 1859 ersetzt. Restaurierungen in den Jahren 1943 und 1952. Aus Vorgängerbau (um 1472) stammt das 1691 datierte Taufbecken. Kanzelkorpus von 1691, Schalldeckel datiert 1752. Glasfenster unter anderem mit Appenzeller Motiven 1976 von Jakob Lämmler. Restauriert: 2001-02. |
| ja   | Datei hochladen · Wikidata zu Bauernhaus (Q29650469)              | Bauernhaus KGS-Nr.: 11319              | B    | G   | Ebni 27 756622 / 257329                   | |
| BW   | Datei hochladen · Wikidata zu Bienenhaus (Q29650474)              | Bienenhaus KGS-Nr.: 11320              | B    | G   | Frauenrüti 10 757115 / 257370             | |
| ja   | Datei hochladen · Wikidata zu Bauernhaus (Q29650471)              | Bauernhaus KGS-Nr.: 11322              | B    | G   | Riemen 137 754535 / 256422                | Viergeschössiges Weberhäuschen mit Wohnanbau |
| ja   | Datei hochladen · Wikidata zu Bauernhaus (Q29650461)              | Bauernhaus KGS-Nr.: 11324              | B    | G   | Unterlenden 516, 517, 518 755539 / 256825 | 1535 im Zusammenhang mit «Uli zu der Linden» erstmals als Hof erwähnt. Firstkammerfenster mit Jahreszahl «MDCCLIII» (1753) und darüber die Besitzerinitialen «-HKL-BLM-» des Hans Kriemler und der Bärbel Lendenmann. |
| ja   | Datei hochladen · Wikidata zu Bauernhaus (Q29650459)              | Bauernhaus KGS-Nr.: 14848              | B    | G   | Halten 125 755035 / 256593                | Ehemaliges Siedhaus. Teil des langgezogenen Strassenweilers "Halten" mit sonnengebräunten Bauernhäusern des 17. und 18.Jahrhunderts. Erste Erwähnung dieses Weilers im 14. Jahrhundert |
| ja   | Datei hochladen · Wikidata zu Weberhaus (Q29650479)               | Weberhaus KGS-Nr.: 14849               | B    | G   | Halten 110 755350 / 256700                | Teil des langgezogenen Strassenweilers "Halten" mit sonnengebräunten Bauernhäusern des 17. und 18.Jahrhunderts. Erste Erwähnung dieses Weilers im 14. Jahrhundert |
| ja   | Datei hochladen · Wikidata zu Weberhaus (Q29650476)               | Weberhaus KGS-Nr.: 14850               | B    | G   | Hartmannsrüti 227 756229 / 256805         | Weberhaus mit einem vollen Wohngeschoss, sonst viergeschossig. In einem Balken die Jahreszahl 1703 eingeschnitzt. |
| ja   | Datei hochladen · Wikidata zu Wohnhaus mit Sticklokal (Q29650481) | Wohnhaus mit Sticklokal KGS-Nr.: 14851 | B    | G   | Halten 127 755032 / 256620                | Erbaut in der zweiten Hälfte des 18. Jh., mit barocken Pfettenköpfen ähnlich wie bei der Mühle von 1791 im Dorf. Der ehemalige Stadel an der Südwestseite wurde zu einem Sticklokal umgestaltet |

## Übrige Baudenkmäler
| ID | Foto |                                                         | Objekt    | Typ | Standort                      | Beschreibung |
| -- | ---- | ------------------------------------------------------- | --------- | --- | ----------------------------- | ------------ |
| 32 | BW   | Datei hochladen                                         | Haus      | G   | Dorf 32 756321 / 257272       |              |
| 38 | BW   | Datei hochladen                                         | Haus      | G   | Dorf 38 756275 / 257297       |              |
| 50 | BW   | Datei hochladen                                         | Haus      | G   | Dorf 50 756175 / 257273       |              |
| 57 | BW   | Datei hochladen                                         | Haus      | G   | Dorf 57 756043 / 257275       |              |
| 61 | BW   | Datei hochladen                                         | Haus      | G   | Dorf 61 756065 / 257315       |              |
| 66 | BW   | Datei hochladen                                         | Haus      | G   | Dorf 66 756120 / 257351       |              |
| 71 | ja   | Datei hochladen · Wikidata zu Pfarrhaus Grub (Q2082465) | Pfarrhaus | G   | Dorf 71 756147 / 257310       |              |
| 79 | BW   | Datei hochladen                                         | Haus      | G   | Säge 79 755982 / 257281       |              |
| 91 | BW   | Datei hochladen                                         | Haus      | G   | Chreitobel 91 755845 / 256943 |              |

Legende: Siehe Legende der Liste der Kulturgüter von nationaler und regionaler Bedeutung. Anstelle der KGS-Nummer wird als Objekt-Identifikator (ID) die Gebäudenummer der kantonalen Denkmalpflege angegeben.